# Tom B. Hansen
Tom B. Hansen (Aarhus, Dinamarca, 25 de febrero de 1948) es un atleta danés retirado, especializado en la prueba de 1500 m, en la que consiguió ser subcampeón europeo en 1974.

## Carrera deportiva
En el Campeonato Europeo de Atletismo de 1974 ganó la medalla de plata en los 1500 metros, con un tiempo de 3:40.75 segundos. Llegó a meta tras el alemán Klaus-Peter Justus (oro con 3:40.55 segundos) y por delante del también alemán Thomas Wessinghage (bronce con 3:41.10 s).